# Comuna Kulîha, Litîn
Kulîha (în ucraineană Кулига) este o comună în raionul Litîn, regiunea Vinnița, Ucraina, formată din satele Kulîha (reședința) și Ukraiinka.

## Demografie
Componența lingvistică a satului Kulîha
     Ucraineană (99%)
     Alte limbi (1%)
Conform recensământului din 2001, majoritatea populației satului Kulîha era vorbitoare de ucraineană (99%), existând în minoritate și vorbitori de alte limbi.